# Надія Драгова
Надія Драгова (болг. Надежда Драгова; нар. 18 лютого 1931, Раднево) — болгарська філолог, письменниця, драматург і культуролог, старша наукова співробітниця з балканістики, спеціаліст літератури Відродження, професор.

## Біографія
Народилася 18 лютого 1931 року в місті Раднево. У 1952 році закінчила Софійський університет Святого Климента Охридського, отримавши спеціальність «Болгарська філологія». В 1971 стала однією із засновників Шуменського університету «Єпископ Константин Преславський». З 1988 по 1992 рік працювала науковим керівником Наукового центру «Преславська книжкова школа». Працювала асистенткою академіка Петра Дінекова в області фольклористики, староболгарської літератури та богарської літератури доби Відродження.
Автор численних п'єс. Як драматург більше відома в творчому тандемі зі своїм чоловіком Пірваном Стефановим. Разом вони написали п'єси: «Бог Перун» (1963, відома також під назвою «Одинадцята заповідь»), «Між двома пострілами» (1967), «Хліб наш щоденний», «Світ народився з матері» та «На війні як на війні» (1972). Написала драму «Вугілля».

### Окремі книги
- 1961 — «Знай своя род и език»;
- 1962 — «Българкето още комиткето»;
- 1963 — «Пробуждане»;
- 1963 — «И го нарекоха Паисий»;
- 1965 — «Кой е създал нашите букви»;
- 1966 — «Климент Охридски. Разказ за него и враговете му»;
- 1992 — «Балканският контекст на старобългарската писмена култура (VIII—XII век)»;
- 2000 — «Отец Паисий — Патриарх на Българското възраждане»;
- 2005 — «Старобългарската култура».

### В співавторстві
- 2014 — «Култура, история, поезия. Надежда Драгова и Първан Стефанов в българската култура и наука. Сборник с изследвания».